# مماطلة سياسية

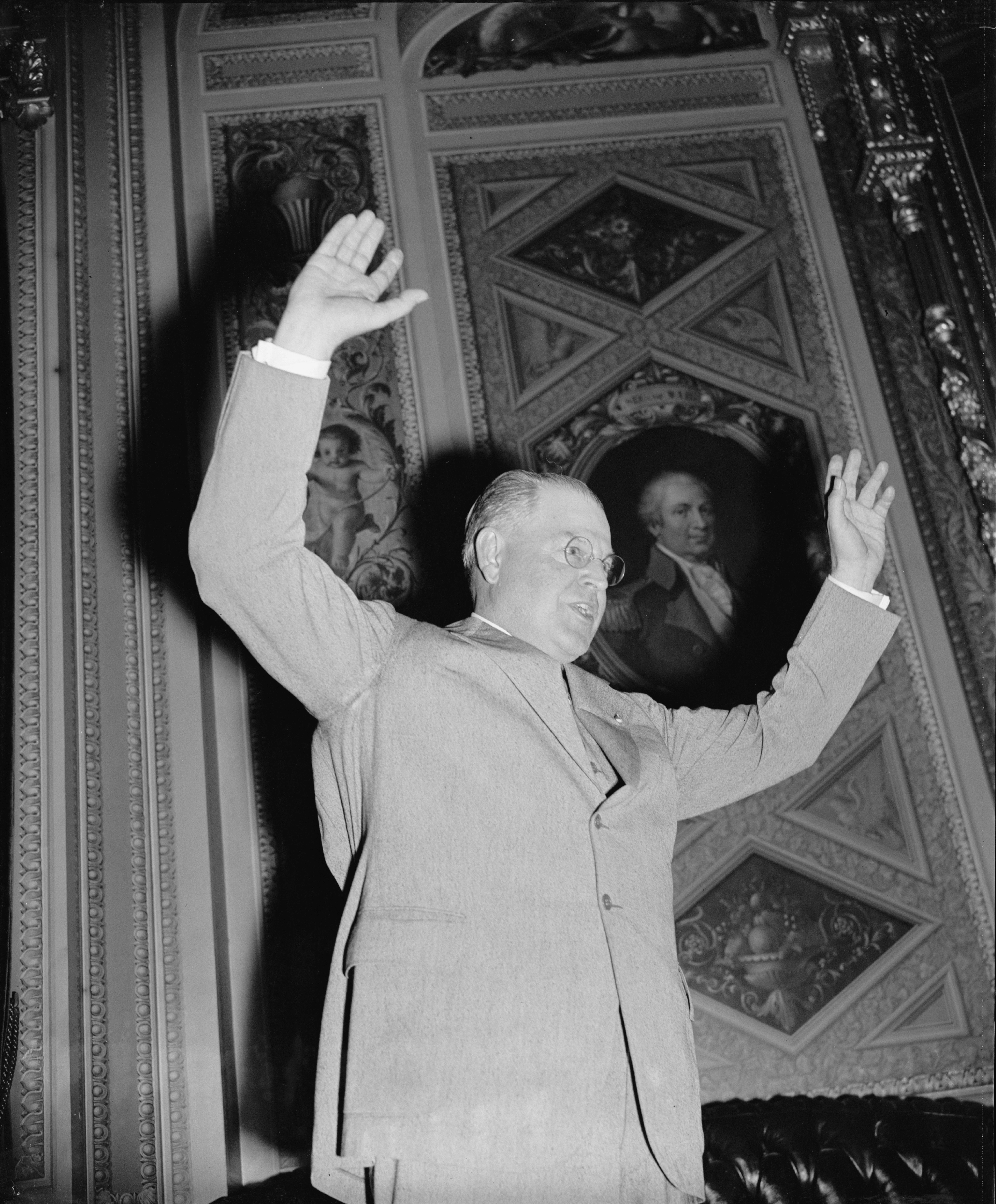
السناتور الأمريكي ارين أوستين يتحدث طوال الليل للمماطلة وتعطيل

المطاولة أو التطويل في الحديث، هو من الأساليب التعويقية، يستخدمها فرد أو مجموعة من الأفراد في هيئة تشريعية تهدف إلى تعويق بحث تشريع ما وذلك بالسيطرة على المنبر (عن طريق الوقوف وإلقاء خطاب) ورفض التنازل عن السيطرة حتى يستولي اليأس على بقية أعضاء المجلس ويوافقون على الانتقال إلى فقرة أخرى من جدول الأعمال. تتكرر محاولات المماطلة بين الجمهوريين والديموقراطيين بشكل تقليدي في تعطيل التصويت داخل مجلس الشيوخ الأمريكي واستمرار النقاش داخل المجلس إلى ما لا نهاية. 
في فبراير 2016، نقلت وسائل الإعلام خبر وقوع أطول مماطلة سياسية في المجلس التشريعي في كوريا الجنوبية؛ إذ تحدث نواب المعارضة متناوبين لأكثر من 4 أيام متواصلة في مسعى لتعطيل قانون يدعمه حزب سنوري الحاكم، معطيًا الصلاحية للمخابرات الوطنية لمراقبة الاتصالات الخاصة.

## وصلات خارجية
- استمرار معركة الـFilibuster رغم الهدنة المؤقتة